# Сладжана Станкович
Сладжана Станкович (серб. Слађана Станковић / Slađana Stanković; нар. 1965, Ниш, Сербія — пом. 5 червня 1999 року, Призрен, Косово) — сербська військовослужбовець, яка брала участь у Косовській війні. Вважається першою жінкою-добровольцем в армії Союзної Республіки Югославії, яка брала участь у бойових діях у Косові. Померла від поранень, отриманих після попадання снаряда з міномета. Посмертно нагороджена орденом «За заслуги в галузі оборони і безпеки» I ступеня.

## Біографія
Народилася 1965 року в родині потомствених військових. У неї була сестра Весна.
24 березня 1999 року Сладжана оголосила своїй сім'ї, що збирається вирушити на фронт у Косово і допомогти сербським військам. Спроби сім'ї відмовити дівчину не увінчалися успіхом, і вона виїхала на фронт. Сладжана займалася допомогою пораненим бійцям. Приблизно через місяць після свого від'їзду вона повідомила, що обвінчалася з російським добровольцем Юрієм Осиповським в призренському монастирі Святих Архангелів (на вінчанні кумом був командир Сладжани, командувач 549-ї моторизованої бригади Божидар Деліч).
2 червня Сладжана повинна була приїхати додому з Юрієм, але в останній момент вона передала своє право на повернення додому товаришеві по службі. 5 червня біля села Планея вона вивозила поранених на санітарному автомобілі, коли в них потрапила міна з міномета, випущена з території, контрольованої албанськими повстанцями. Важко поранену Сладжану військові донесли на руках до лікарні, але якийсь албанська лікар відмовився її оперувати. Сладжана померла від наслідків поранень і ненадання своєчасної медичної допомоги.
Вже по телефону подруга Сладжани повідомила рідним про її загибель: в Будинку армії спочатку це спростовували, але потім визнали, що Сладжана дійсно загинула. На похороні був присутній Юрій, який вже готувався до цивільної церемонії одруження і навіть купив весільну сукню. Юрій прослужив півроку в Косові, після чого поїхав додому. Батько Сладжани пережив дочка ненадовго, а мати відмовилася повертатися в Ниш. У щоденниках Сладжани рідні незабаром знайшли записи про майбутнє відправлення до Косова і загадкову впевненість дочки в тому, що вона загине на фронті.
Через три роки після смерті Сладжани сім'я зібрала кошти на відкриття пам'ятника, а в 2013 році в Ниші одна з вулиць була перейменована на честь Сладжани Станкович. Сладжана також посмертно нагороджена югославським орденом «За заслуги в галузі оборони і безпеки» (в СФРЮ він носив ім'я «Орден Військових заслуг»).